# Dulce María Serret
'
Dulce María Serret Danger (12 tháng 9 năm 1898 - 30 tháng 5 năm 1989) là một nghệ sĩ piano và nhạc sĩ người Cuba. Bà học ở Tây Ban Nha và Pháp, và lưu diễn ở châu Âu trong nhiều năm trước khi trở về Cuba, và giảng dạy ở đây trong suốt phần đời còn lại của mình.

## Đầu đời
Dulce María Serret sinh tại Santiago de Cuba vào ngày 12 tháng 9 năm 1898.Ngay từ khi còn rất nhỏ, bà đã bộc lộ khả năng thiên phú về âm nhạc, và bắt đầu những bài học âm nhạc từ khi lên 9 tuổi.
Tại quê nhà, bà được dạy bởi Gustavo Rogel và Ramón Figueroa. Cô được giáo sư José Marín Varona của Camagüey giới thiệu vào Nhạc viện Quốc gia Havana, một tổ chức được sáng lập bởi nhà soạn nhạc và nghệ sĩ dương cầm người Hà Lan Hubert de Blanck. Vào năm 1913, những buổi biểu diễn của Ernesto Lecuona và Dulce María Serret đã tạo nên ấn tượng tốt đẹp về Margot Rojas Mendoza, lúc đó còn là một đứa trẻ.

## Châu âu
Năm 1915, Dulce María Serret được Hội đồng thành phố Havana trao tặng học bổng để du học Tây Ban Nha tại Nhạc viện Hoàng gia Madrid. Bà theo học nghệ sĩ piano và nhà soạn nhạc José Tragó và giành được giải thưởng danh dự tại Nhạc viện. Bà tốt nghiệp năm 1917 và biểu diễn trước gia đình hoàng gia. Sau đó, lưu diễn khắp Tây Ban Nha và Bồ Đào Nha.
Lúc 22 tuổi, năm 1920  bà chuyển đến Pháp và theo học tại Schola Cantorum de Paris, nơi bà nghiên cứu chủ nghĩa lãng mạn và âm nhạc cổ đại và hiện đại. Tại Paris bà được dạy bởi nghệ sĩ dương cầm Édouard Risler.

## Dạy học
Tháng 5 năm 1926, Dulce María Serret trở về Cuba, và ra mắt tại Teatro Nacional de Cuba.
Vào ngày 15 tháng 7 năm 1926, bà biểu diễn cùng em trai Antonio trong vở opera Teatro Oriente ở Santiago de Cuba.
Antonio Serret thành lập dàn nhạc giao hưởng đầu tiên ở Santiago de Cuba. Cả hai đều là bạn của nhà soạn nhạc Cuba Alejandro García Caturla.Dulce María định cư tại Santiago de Cuba năm 1927.
Dulce María khuấy động không khí tại thị trấn quê hương của mình, dẫn đến việc thành lập một Nhạc viện ở đây, do Dulce María Serret điều hành.
Nhạc viện tổ chức những buổi hòa nhạc, biểu diễn và các cuộc nói chuyện.
Tại Nhạc viện Tỉnh, bà đã dạy cho nhiều nhạc sĩ nổi tiếng. Nhà soạn nhạc Harold Gramatges là học trò của bà tại Conservatorio Provincial of Oriente vào năm 1928. Ông là một trong những học viên yêu thích của bà.
Silvio Rogríguez Cardenas cũng là một trong những học viên của bà Cũng như đạo diễn hợp xướng Ana Ariaza. Bà dành hầu hết cuộc đời của mình để dạy nhạc
.
Dulce María Serret qua đời tại Havana vào ngày 30 tháng 5 năm 1989.